# Singafrotypa mandela
Singafrotypa mandela är en spindelart som beskrevs av Kuntner och Gustavo Hormiga 2002. Singafrotypa mandela ingår i släktet Singafrotypa och familjen hjulspindlar. Inga underarter finns listade i Catalogue of Life.